# 陈宝音
陈宝音（1928年—2008年10月9日）蒙古名齐木德·宝音胡日雅克旗，蒙古族，黑龙江省泰赉县查干呼绍屯人，中华人民共和国宪法学家。

## 生平
1928年农历正月初二，陈宝音生于黑龙江省泰赉县查干呼绍屯的一个中农家庭。1946年11月，陈宝音秘密加入内蒙古人民革命青年团。1946年12月，自东北军政大学毕业。1947年4月3日，参加中国共产党。1946年至1950年，历任乌兰浩特市新生区政府政治指导员、乌兰浩特市南区政府公安助理员、中共乌兰浩特市南区政府区委委员、乌兰浩特市公安局付股长；乌兰浩特市第一届各界人民代表会议列席代表、内蒙古人民革命青年团第一次代表大会代表、党支部委员、中国新民主主义青年团乌兰浩特市团市委委员。
1950年，陈宝音在中国人民大学法律系留苏预备部学习。1952年8月至1956年7月，留学苏联列宁格勒大学法律系。1956年7月归国后，被分配到北京大学法律系任教。1960年，任北京大学法律系讲师。其间，出于工作需要，陈宝音多次被中共党组织临时借调执行特殊的公安任务。1966年，奉调至中国科学院哲学社会科学部，先后任职于世界宗教研究所、社会科学情报所。1970年7月至1972年7月，在河南的中国科学院哲学社会科学部五七干校劳动锻炼。
1980年，陈宝音奉调回到北京大学法律系任教，并且兼任北京市海淀区律师。1983年3月，升任北京大学法律系副教授。1989年，陈宝音作为高级访问学者，到苏联莫斯科大学法律系从事学术交流。1991年，任北京大学法律系教授。1992年离休。1992年4月2日至10日，应邀在香港树仁学院讲授中国宪法。2002年9月至10月，应邀在澳门科技大学讲授中国宪法。
2008年10月9日，陈宝音在北京病逝，享年81岁。

## 著作
- 《中华人民共和国宪法讲义》（合著）
- 《宪法学理论》（合著）
- 《中国宪法概论》（合著）
- 《国外社会主义宪法论》
- 《试论抗日民主政权的历史地位》
- 《论民族区域自治》
- 《中国大百科全书》宪法词条
- 《论律师的职业纪律》（译文）
- 《苏联的法律教育》（译文）
- 《发达社会主义宪法》（译著）
- 《苏联森林立法》（译著）
- 《苏联新宪法颁布以来的立法工作》（译著）
- 《苏联学者论法制》（译著）[1]